# Chenché de las Torres
Chenché de las Torres är en ort i Mexiko.   Den ligger i kommunen Temax och delstaten Yucatán, i den östra delen av landet, 1 100 km öster om huvudstaden Mexico City. Chenché de las Torres ligger 12 meter över havet och antalet invånare är 299.
Terrängen runt Chenché de las Torres är mycket platt. Runt Chenché de las Torres är det ganska glesbefolkat, med 23 invånare per kvadratkilometer. Närmaste större samhälle är Temax, 4,9 km nordost om Chenché de las Torres. Trakten runt Chenché de las Torres består till största delen av jordbruksmark.